# Chevésche Ziffernnotation

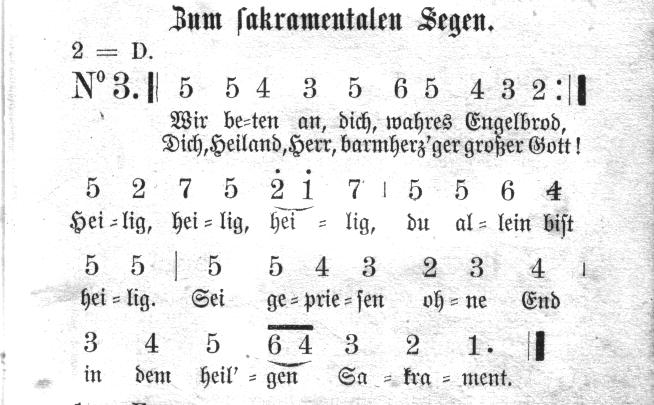
Beispiel aus dem Sursum Corda (1887)

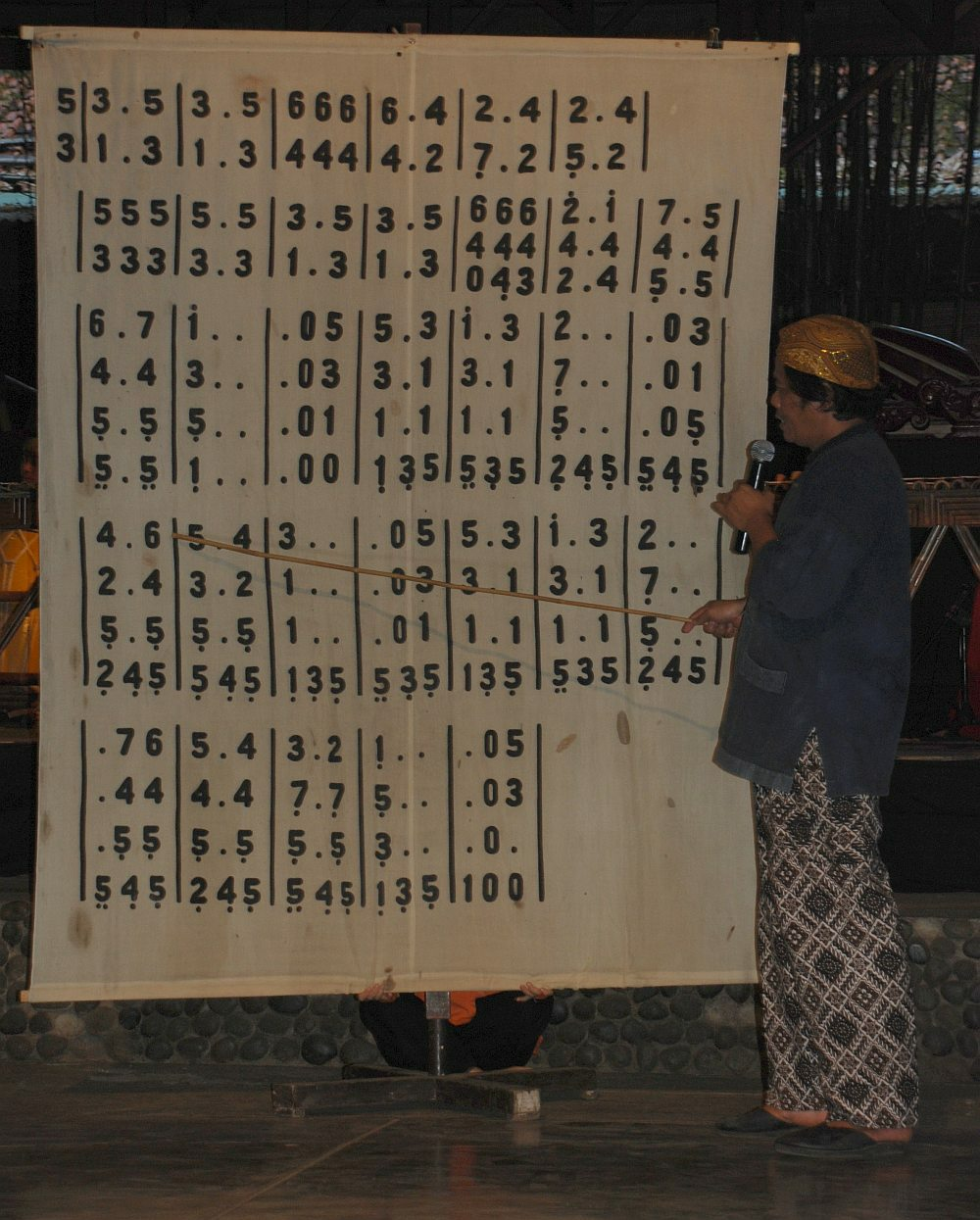
Anwendung der Chevéschen Ziffernnotation in Indonesien in einer Angklung-Schule.

Die Chevésche Ziffern-Notation ist eine Notenschrift in Ziffern. Sie wurde durch den Franzosen Émile Chevé (* 1804, † 1864) entwickelt. Die Idee, die dahinter steckt, ist, dass man Musik auf einer Druckmaschine mit den vorhandenen Ziffern-Lettern oder mit einer Schreibmaschine schreiben bzw. drucken kann, so dass keine Notensymbole dafür benötigt werden.
Melodien werden nach der Chevé'schen Ziffern-Notation nicht durch Noten, sondern durch Ziffern in der Folge von 1 bis 8 dargestellt. Bei Halbtonschritten aufwärts ist die Ziffer mit einem von links unten nach rechts oben führenden Strich versehen, bei Halbtonschritten abwärts mit einem von links oben nach rechts unten führenden Strich. Die Ziffern von 1 bis 8 stellen die Töne der Oktave von c‘ bis c‘‘ dar, die Töne der nächsthöheren Oktave werden durch Punkte über den Ziffern dargestellt, tiefere Oktaven analog dazu mit Punkten unter den Ziffern. Die Tonart eines Musikstückes ergibt sich aus einer vorangestellten Angabe (zum Beispiel 2 = d‘).
Die Chevé'sche Ziffernnotation wurde zum Beispiel durch holländische Missionare in der Niederländisch-Indischen Kolonie (heute Indonesien) eingeführt und ist noch heute dort in kirchlichen Gesangbüchern und Volksliedsammlungen gebräuchlich. Auch zum Beispiel das westjavanische Musikinstrument Angklung wird in der Ziffernnotation gespielt.